# Delias ennia
The Yellow-banded Jezebel (Delias ennia) là một loài bướm thuộc họ Pieridae. Nó được tìm thấy ở Úc, Indonesia, Papua New Guinea and several surrounding islands.
Sải cánh dài 50 mm.

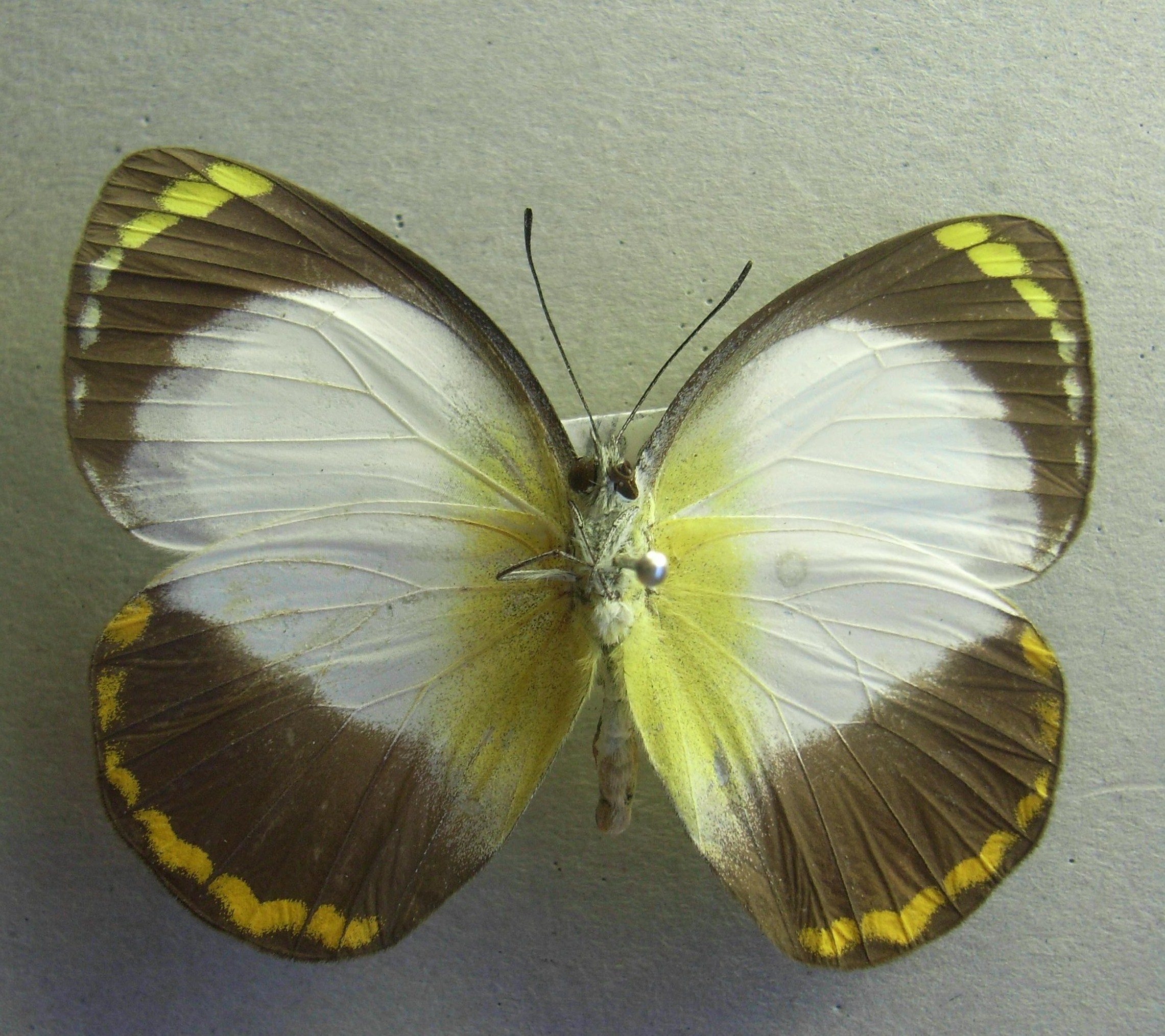

Ấu trùng ăn Notothixos leiophyllus. The larvae spread silk around the leaves where they are feeding.

## Phụ loài
- Delias ennia ennia
- Delias ennia mysolensis Rothschild, 1915 (Waigeu, đông bắc West Irian, northern West Irian)
- Delias ennia multicolor Joicey & Noakes, 1915 (Misool Island)
- Delias ennia iere Grose-Smith, 1900 (Noemfoor Island)
- Delias ennia jobiana  (Oberthür, 1894)  (Jobi Island)
- Delias ennia oetakwensis Rothschild, 1915 (West Irian (Snow Mountains))
- Delias ennia xelianthe Grose-Smith, 1900 (Papua (Milne Bay))
- Delias ennia saturata Rothschild, 1915 (Goodenough Island)
- Delias ennia limbata Rothschild, 1915 (Tagula Island, Louisiades)
- Delias ennia nigidius Miskin, 1884 -Nigidius Jezabel (Cairns to Queensland)
- Delias ennia tindalii Joicey & Talbot, 1926 (Queensland)

## Hình ảnh

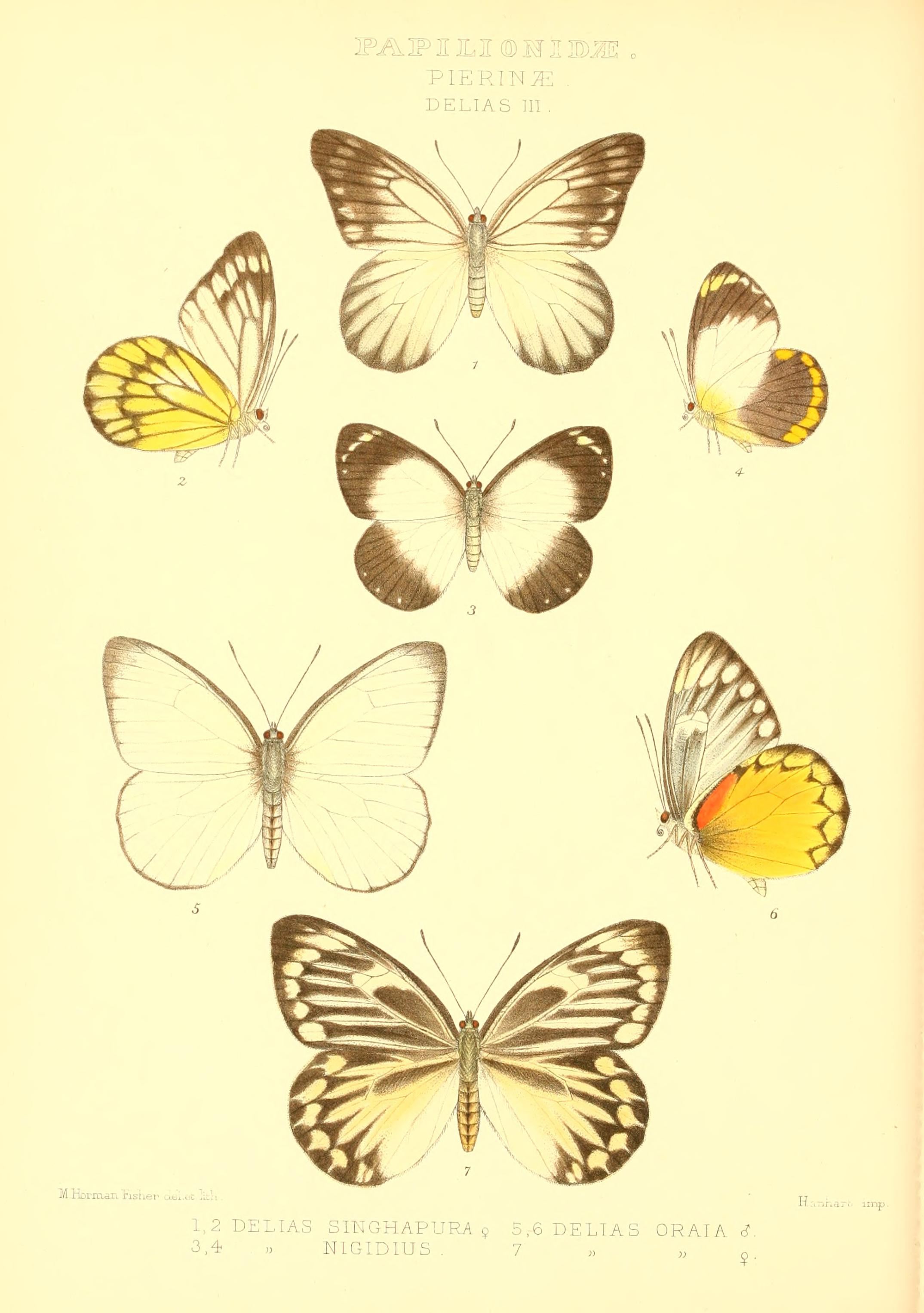
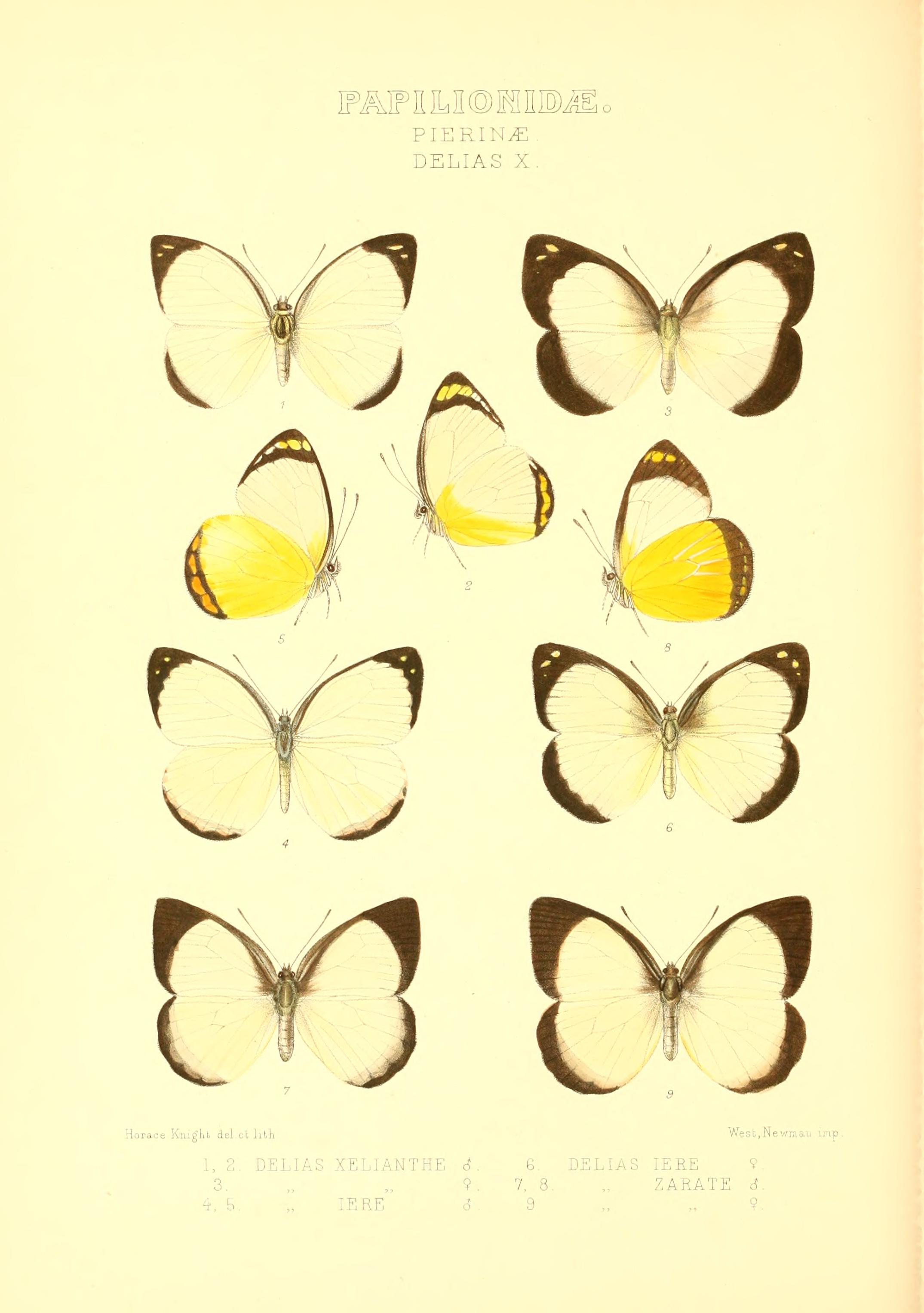